# Jhanjharpur
Jhanjharpur là một thành phố và là một khu vực quy hoạch (notified area) của quận Madhubani thuộc bang Bihar, Ấn Độ.

## Địa lý
Jhanjharpur có vị trí 26°16′B 86°17′Đ / 26,27°B 86,28°Đ Nó có độ cao trung bình là 59 mét (193 feet).

## Nhân khẩu
Theo điều tra dân số năm 2001 của Ấn Độ, Jhanjharpur có dân số 24.102 người. Phái nam chiếm 52% tổng số dân và phái nữ chiếm 48%. Jhanjharpur có tỷ lệ 40% biết đọc biết viết, thấp hơn tỷ lệ trung bình toàn quốc là 59,5%: tỷ lệ cho phái nam là 51%, và tỷ lệ cho phái nữ là 28%. Tại Jhanjharpur, 18% dân số nhỏ hơn 6 tuổi.